# Saison 2 de Gotham
Chronologie
Saison 1 Saison 3
Cet article présente les épisodes de la deuxième saison de la série télévisée américaine Gotham.

## Généralités
- Au Canada, cette saison a été diffusée en simultané sur le réseau CTV.
- Aux États-Unis, cette saison a été diffusée du 21 septembre 2015 au 23 mai 2016 sur le réseau FOX.
- En France, cette saison a été diffusée sur TMC du 6 avril 2016 au 8 juin 2016 à la suite de la première saison[1].

## Synopsis
À la suite des précédents événements, Jim Gordon est rétrogradé comme simple policier. Bruce et Alfred dénichent au sein du Manoir Wayne une pièce secrète contenant un ordinateur ayant des données sur Wayne Enterprises. Avec l'aide de Lucius Fox, le jeune milliardaire va de découvertes en découvertes : Wayne Enterprise serait à l'origine de manipulations génétiques au cœur d'Indian Hill, une division de l'entreprise en contact avec l'Asile d'Arkham que son père voulait fermer définitivement. À la venue d'un nouveau notable puissant nommé Théo Galavan, une vague de crimes déferle sur Gotham. Elle aura de graves répercussions sur la pègre ainsi que ses concitoyens.

## Distribution

### Acteurs principaux
- Ben McKenzie (VF : Bruno Choël) : l'inspecteur James Gordon
- Donal Logue (VF : Jean-François Aupied) : l'inspecteur Harvey Bullock
- Morena Baccarin (VF : Laurence Bréheret) : Dr Leslie Thompkins[2] (épisodes 1 à 16)
- David Mazouz (VF : Henri Bungert) : Bruce Wayne et Sujet 514A (épisode 22)
- Camren Bicondova (VF : Adeline Chetail) : Selina Kyle
- Sean Pertwee (VF : Julien Kramer) : Alfred Pennyworth
- Robin Lord Taylor (VF : Stéphane Marais) : Oswald Cobblepot / Le Pingouin
- Erin Richards (VF : Claire Guyot) : Barbara Kean
- Cory Michael Smith (VF : Cyrille Thouvenin) : Edward Nygma
- Michael Chiklis (VF : Patrick Messe) : capitaine Nathaniel Barnes[3] (épisodes 4 à 20, sauf 14 et 16)
- James Frain (VF : Bernard Gabay) : Theo Galavan[4] / Azrael (épisodes 1 à 11, 18 à 21)
- Jessica Lucas (VF : Marie-Eugénie Maréchal) : Tabitha Galavan (en)[5] (épisodes 1 à 12, 18 à 20)
- Drew Powell (VF : Jean-Luc Atlan) : Butch Gilzean[6]
- Chris Chalk (VF : Namakan Koné) : Lucius Fox[7] (épisodes 2, 11 et 12, 18, 21 et 22)
- Nicholas D'Agosto (VF : Damien Ferrette) : Harvey Dent[8] (épisodes 7, 10, 12)
- Zabryna Guevara (VF : Brigitte Virtudes) : le capitaine puis commissaire Sarah Essen (épisodes 1 et 2)

### Acteurs récurrents et invités
- Anthony Carrigan (VF : Cédric Dumond) : Victor Zsasz (épisodes 1, 4 et 7)
- Cameron Monaghan (VF : Rémi Caillebot) : Jerome Valeska (épisodes 1 à 3)
- David Fierro : Zaardon alias The Soul Reaper, homme de main dérangé de Théo Galavan (épisode 1)
- Dustin Ybarra : Robert Greenwood, cannibal incarcéré à l'asile d'Arkham et membre des Maniax (épisode 1 et 2)
- Stink Fisher (VF : Jérémie Covillault) : Aaron Helzinger, patient de l'asile d'Arkham et membre des Maniax (épisodes 1, 2, 14 et 19)
- Will Brill : Arnold Dobkins, violeur incarcéré à l'asile d'Arkham et membre des Maniax (épisode 1 et 2)
- Todd Stashwick : Richard Sionis / Le Masque (épisode 1)
- Peter Scolari (VF : Nicolas Marié) : le commissaire Gillian B. Loeb (épisode 1)
- James Andrew O'Connor : Tommy Bones, ancien homme de main de Salvatore Maroni puis travaille pour Oswald Cobblepot (épisode 1)
- J. W. Cortes (VF : Éric Peter) : Détective Alvarez (épisodes 2 à 4, 6, 10, 12 et 20)
- Chelsea Spack (VF : Véronique Picciotto) : Kristen Kringle (épisodes 2 à 7)
- Richard Kind (VF : Gabriel Le Doze) : le maire Aubrey James (épisodes 2, 8 et 10)
- Maria Thayer : Scottie Mullen, conseillère en thérapie de groupe souffrant de phobies (épisode 2)
- Alex Corrado : Gabe, garde du corps d'Oswald Cobblepot (épisodes 3, 7, 10 et 11 )
- Carol Kane (VF : Martine Meirhaghe) : Gertrud Kapelput, mère d'Oswald Cobblepot (épisodes 4, 6 et 7, 14)
- Ian Quinlan (VF : Eilias Changuel) : Carl Pinkney, policier de l'unité d'élite du GCPD (épisodes 4 à 8, 13 à 15)
- Lucas Salvagno : Sal Martinez, policier de l'unité d'élite du GCPD (épisodes 4 à 7)
- Paulina Singer : Josie Mac, policier de l'unité d'élite du GCPD (épisodes 4 à 6)
- Lenny Platt : Luke Garrett, policier de l'unité d'élite du GCPD (épisodes 4 et 5)
- Natalie Alyn Lind (VF : Alexandra Naoum) : Silver St. Cloud (en)[9] (épisodes 4 à 11)
- Leo Fitzpatrick (VF : Benjamin Pascal) : Joe Pike, demi-frère de Bridgit Pike et leader des Frères Pike[10] (épisodes 5 et 6)
- Michelle Veintimilla (en) (VF : Anouck Hautbois) : Bridgit Pike / Firefly[11] (épisodes 5 et 6, 20 à 22)
- Ari McKay Wilford : Cale Pike, demi-frère de Bridgit Pike et membre des Frères Pike (épisodes 5 et 6)
- Noah Robbins : Evan Pike, demi-frère de Bridgit Pike et membre des Frères Pike (épisodes 5 et 6)
- Ron Rifkin (VF : Max André) : Père Creel, prêtre et membre de haut rang de la secte religieuse de la famille Dumas (épisodes 5, 9 à 12)
- Michael Potts : Sid Bunderslaw, directeur des Opérations Physiques de Wayne Enterprises (épisode 5)
- Clare Foley (VF : Maryne Bertieaux) : Ivy Pepper (épisodes 6, 15 et 21)
- Michelle Gomez : La Dame (The lady), leader d'une organisation d'assassins (épisodes 9, 18)
- Raúl Castillo : Eduardo Flamingo (en)[12] (épisode 9)
- Tommy Flanagan : Tommy Cran d'Arrêt (The Knife), tueur à gages[13] (épisode 10)
- Nathan Darrow (en) (VF : Stéphane Miquel) : Victor Fries / Mr. Freeze[14] (épisodes 11 à 13, 18 et 22)
- Tonya Pinkins (VF : Vanina Pradier) : Ethel Peabody (épisodes 11 à 14, 17 à 22)
- B. D. Wong (VF : Xavier Fagnon) : Hugo Strange[15] (épisodes 12 à 14, 17 à 22)
- Kristen Hager : Nora Fries (en)[16] (épisodes 12 et 13)
- Michael Bowen : Patrick « Matches » Malone, assassin des parents de Bruce Wayne[17] (épisode 14)
- Jamar Greene : Terrence « Cupcake » Shaw, ancien partenaire de Matches Malone (épisode 14)
- Lori Petty : Jeri, hôtesse flamboyante et énigmatique d'un club (épisode 14)
- Paul Reubens (VF : Bernard Bollet) : Elijah Van Dahl, le père d'Oswald Cobblepot[18] (épisodes 15 et 16)
- Melinda Clarke (VF : Dominique Westberg) : Grace Van Dahl[19], belle mère d'Oswald Cobblepot (épisodes 15 à 17)
- Justin Mark : Charles Van Dahl, beau-frère d'Oswald Cobblepot (épisodes 15 à 17)
- Kaley Ronayne : Sasha Van Dahl, belle-sœur d'Oswald Cobblepot (épisodes 15 à 17)
- Paul Pilcz : Sonny Gilzean, neveu de Butch Gilzean (épisode 15)
- Ned Bellamy : Ned Bellamy, directeur corrompu de la prison de Blackgate et proche ami de Gillian Loeb (épisode 16)
- Peter Park Kendall : Peter « Puck » Davies, jeune détenu de la prison de Blackgate (épisode 16)
- John Doman (VF : Philippe Dumond) : Carmine Falcone (épisode 16)
- Kit Flanagan : La femme aux cheveux blancs, membre de haut rang de la Cour des hiboux (épisode 21 et 22)
- Jada Pinkett Smith (VF : Maïk Darah) : Fish Mooney[20] (épisodes 21 et 22)
- Radu Spinghel : Homme à la peau écailleuse, sujet d'expérience d'Indian Hill (épisodes 21 et 22)
- Brian McManamon : Basil (épisode 21 et 22)

## Épisodes

### Première partie:Rise of the Villains(«La Montée des méchants»)

#### Épisode 1:Le Secret de Thomas Wayne
- États-Unis /  Canada : 21 septembre 2015 sur FOX[21] / CTV
- France : 6 avril 2016 sur TMC
- Québec : 30 août 2016 sur MusiquePlus[22]
- Belgique : 5 novembre 2016 sur La Deux

- États-Unis : 4,57 millions de téléspectateurs[23] (première diffusion)
- Canada : 2,009 millions de téléspectateurs[24] (première diffusion + différé 7 jours)
- France : 520 000 téléspectateurs[25](première diffusion)

- Drew Powell (Butch Gilzean)
- Peter Scolari (Commissaire Loeb)
- Anthony Carrigan (Victor Zsasz)
- James Andrew O'Connor (Tommy Bones)
- David Fierro (Zaardon)
- Cameron Monaghan (Jerome Valeska)
- Todd Stashwick (Richard Sionis / Le Masque)
- Will Brill (Arnold Dobkins)
- Stink Fisher (Aaron Helzinger)
- Dustin Ybarra (Robert Greenwood)
- Otto Sanchez (Odgen Barker)
- Philip Goodwin (Compère)
- Michael Barra (Agent Franks)

#### Épisode 2:Les Maniax attaquent
- États-Unis /  Canada : 28 septembre 2015 sur FOX / CTV
- France : 6 avril 2016 sur TMC
- Québec : 6 septembre 2016 sur MusiquePlus
- Belgique : 6 novembre 2016 sur La Deux

- États-Unis : 4,65 millions de téléspectateurs[26] (première diffusion)
- Canada : 1,93 million de téléspectateurs[27] (première diffusion + différé 7 jours)
- France : 520 000 téléspectateurs[28](première diffusion)

- Richard Kind (Maire Aubrey James)
- Chelsea Spack (Kristin Kringle)
- Cameron Monaghan (Jerome Valeska)
- Will Brill (Arnold Dobkins)
- Stink Fisher (Aaron Helzinger)
- Dustin Ybarra (Robert Greenwood)
- Thom Sesma (Barthel)
- J. W. Cortes (Détective Alvarez)
- Maria Thayer (Scottie Mullen)

Theo Galavan a de grands projets pour son gang de criminels, qu'il veut voir mettre la ville à feu et à sang. Les "Maniax" sont au nombre de cinq, quatre hommes et une femme, Barbara. Ils commettent leur premier massacre, sous les ordres de Jerome qui s'est vite imposé comme meneur : ils précipitent plusieurs ouvriers du haut des locaux d'un journal.Un peu plus tard, ils tentent d'incendier un bus de lycéennes, leur plan échoue grâce à Gordon qui réussit à arrêter l'un d'eux. Cependant il est aussitôt assassiné par un tir de Tabitha qui couvre ainsi leurs arrières . Gordon fait son possible avec le soutien d'Essen mais sans Bullock, il avance lentement. Mais le grand coup d'éclat a lieu au commissariat : Barbara attire Gordon à l’extérieur du bâtiment où il se fait battre, alors que Jerome et les autres abattent plusieurs policiers en filmant la scène. Nygma est blessé, Leslie est indemne, et Gordon ne peut que voir Essen mourir sous ses yeux.

#### Épisode 3:Rira bien qui rira le dernier
- États-Unis /  Canada : 5 octobre 2015 sur FOX / CTV
- France : 13 avril 2016 sur TMC
- Québec : 13 septembre 2016 sur MusiquePlus
- Belgique : 12 novembre 2016 sur La Deux

- États-Unis : 4,33 millions de téléspectateurs[29] (première diffusion)
- Canada : 2,006 millions de téléspectateurs[30] (première diffusion + différé 7 jours)
- France : 560 000 téléspectateurs[31](première diffusion)

- Cameron Monaghan (Jerome Valeska)
- Mark Margolis (Paul Cicero)
- Norm Lewis (Député Maire Harrison Kane)
- J. W. Cortes (Détective Alvarez)
- Alex Corrado (Gabe)

Gordon et Bullock sont décidés à venger Essen et retrouver au plus vite Jerome. Quand Bullock suggère de faire appel au Pingouin, Gordon refuse et va plutôt retrouver M. Cicero, le père biologique de Jerome. Mais Theo Galavan avait déjà prévu de faire tuer le vieil aveugle afin de lui faire porter le chapeau de l’évasion de l’asile d'Arkham. Gordon et Bullock arrivent trop tard, pris dans le piège du gaz soporifique et ne peuvent empêcher la fuite de Tabitha et Jerome.

- Cet épisode marque la première mort de Jerome Valeska.

#### Épisode 4:La Force de frappe
- États-Unis /  Canada : 12 octobre 2015 sur FOX / CTV
- France : 13 avril 2016 sur TMC
- Québec : 20 septembre 2016 sur MusiquePlus
- Belgique : 13 novembre 2016 sur La Deux

- États-Unis : 4,17 millions de téléspectateurs[32] (première diffusion)
- Canada : 1,792 million de téléspectateurs[33] (première diffusion + différé 7 jours)
- France : 500 000 téléspectateurs[34](première diffusion)

- Anthony Carrigan (Victor Zsasz)
- Chelsea Spack (Kristin Kringle)
- Natalie Alyn Lind (Silver St. Cloud)
- Saundra Santiago (Janice Caulfield)
- Michael Mulheren (en) (Randall Hobbs)
- Lenny Platt (Luke Garrett)
- Paulina Singer (Josie Mac)
- Danny Johnson (Gus Freeman)
- Lucas Salvagno (Sal Martinez)
- Ian Quinlan (Carl Pinkney)
- Carol Kane (Gertrud Kapelput)
- J. W. Cortes (Détective Alvarez)

- Cet épisode marque la première apparition de Nathaniel Barnes, remplaçant Sarah Essen, interprétée par Zabryna Guevara, due à sa mort dans l'épisode précédent.

#### Épisode 5:Le Bras de la vengeance
- États-Unis /  Canada : 19 octobre 2015 sur FOX / CTV Two
- France : 20 avril 2016 sur TMC
- Québec : 27 septembre 2016 sur MusiquePlus
- Belgique : 19 novembre 2016 sur La Deux

- États-Unis : 4,19 millions de téléspectateurs[35] (première diffusion)
- France : 460 000 téléspectateurs[36](première diffusion)

- Michael Potts (Sid Bunderslaw)
- Chelsea Spack (Kristen Kringle)
- Leo Fitzpatrick (Joe Pike)
- Michelle Veintmilla (Bridgit Pike)
- Lenny Platt (Luke Garrett)
- Paulina Singer (Josie Mac)
- Lucas Salvagno (Sal Martinez)
- Ian Quinlan (Carl Pinkney)
- Noah Robbins (Evan Pike)
- Mary Joy (Edwige)
- Ron Rifkin (Père Creel)
- Ari McKay Wilford (Cale Pike)

#### Épisode 6:Le Feu du désespoir
- États-Unis /  Canada : 26 octobre 2015 sur FOX / CTV
- France : 20 avril 2016 sur TMC
- Québec : 4 octobre 2016 sur MusiquePlus
- Belgique : 20 novembre 2016 sur La Deux

- États-Unis : 4,32 millions de téléspectateurs[37] (première diffusion)
- Canada : 1,707 million de téléspectateurs[38] (première diffusion + différé 7 jours)
- France : 460 000 téléspectateurs[39](première diffusion)

- Carol Kane (Gertrud Kapelput)
- Clare Foley (Ivy Pepper)
- Chelsea Spack (Kristen Kringle)
- Natalie Alyn Lind (Silver St. Cloud)
- Paulina Singer (Josie Mac)
- Ian Quinlan (Carl Pinkney)
- Lucas Salvagno (Sal Martinez)
- Michelle Veintimilla (Bridgit Pike / Firefly)
- Leo Fitzpatrick (Joe Pike)
- Ari McKay Wilford (Cale Pike)
- J. W. Cortes (Détective Alvarez)

Avec la mort d'un des jeunes loups de la brigade, Gordon devient violent et cherche la femme pyromane. Il faut un rappel à l'ordre de Barnes pour le calmer. Bridgit s'est en fait réfugiée chez Selina, qui lui propose un coup afin de lui permettre de fuir Gotham : braquer les participants d'une enchère secrète de femmes esclaves. Bridgit se prend au jeu mais regrette que Selina ne fasse rien pour les détenues. Le lendemain, Bridgit s'apprête à fuir avant d'être capturée par ses frères qui la forcent à les rejoindre ; en réponse, elles les brûle. La scène du braquage a été filmée et Gordon reconnait Selina. Quand elle lui explique qui est Bridgit, il accepte de l’aider mais Barnes est prêt à l’abattre dès que possible. Bridgit part libérer les prisonnières esclaves et se retrouve face à la police, qui lui tire dessus. Sa combinaison prend feu et elle est laissée pour morte. Furieuse, Selina rompt tout contact avec Gordon après lui avoir dit que les commanditaires des incendies était, selon elle, le Pingouin. Mais en réalité, Bridgit a survécu mais sa combinaison a fusionné avec sa peau par le feu. Pour l’étudier, elle est amenée en secret à Indian Hill : un laboratoire de Wayne Enterprises.

- Firefly est un super vilain créé par Ed Herron et Dick Sprang en 1952[40].

#### Épisode 7:À chacun sa vérité
- États-Unis /  Canada : 2 novembre 2015 sur FOX / CTV
- France : 27 avril 2016 sur TMC
- Québec : 11 octobre 2016 sur MusiquePlus
- Belgique : 26 novembre 2016 sur La Deux

- États-Unis : 4,27 millions de téléspectateurs[41] (première diffusion)
- Canada : 1,556 million de téléspectateurs[42] (première diffusion + différé 7 jours)
- France : 520 000 téléspectateurs[43](première diffusion)

- Carol Kane (Gertrud Kapelput)
- Anthony Carrigan (Victor Zsasz)
- Chelsea Spack (Kristin Kringle)
- Natalie Alyn Lind (Silver St. Cloud)
- Ian Quinlan (Carl Pinkney)
- Lucas Salvagno (Martinez)
- Alex Corrado (Gabe)

#### Épisode 8:Duel au sommet
- États-Unis /  Canada : 9 novembre 2015 sur FOX / CTV
- France : 27 avril 2016 sur TMC
- Québec : 18 octobre 2016 sur MusiquePlus
- Belgique : 26 novembre 2016 sur La Deux

- États-Unis : 4,11 millions de téléspectateurs[44] (première diffusion)
- Canada : 1,791 million de téléspectateurs[45] (première diffusion + différé 7 jours)
- France : 510 000 téléspectateurs[46](première diffusion)

- Richard Kind (Maire Aubrey James)
- Natalie Alyn Lind (Silver St. Cloud)
- Ian Quinlan (Carl Pinkney)
- Warren Katz (Père Callahan)

- La reddition de Barbara et sa balade en voiture avec Gordon et Bullock rappelle un peu la scène finale de Seven.

#### Épisode 9:Injustice et manigances
- États-Unis /  Canada : 16 novembre 2015 sur FOX / CTV
- France : 4 mai 2016 sur TMC
- Québec : 25 octobre 2016 sur MusiquePlus
- Belgique : 3 décembre 2016 sur La Deux

- États-Unis : 4,35 millions de téléspectateurs[47] (première diffusion)
- Canada : 1,662 million de téléspectateurs[48] (première diffusion + différé 7 jours)
- France : 490 000 téléspectateurs[49](première diffusion)

- Natalie Alyn Lind (Silver St Cloud)
- Michelle Gomez (La Dame)
- Jon Sklaroff (Billy Boy)
- Raul Castillo (Eduardo Flamingo)
- Ron Rifkin (Père Creel)
- Ashlei Sharpe Chestnut (agent Parks)

Encore blessée et voulant sa revanche, Tabitha Galavan fait envoyer un tueur à gages pour abattre Gordon. Le détective devait se rendre à la mairie, rejoindre Barnes pour une simple fouille du bureau du maire emprisonné afin de constituer un dossier contre lui. Gordon parvient à maîtriser le premier tueur, mais the Lady, la cheffe des tueurs, envoie d'autres tueurs pour finir le travail ; seuls Gordon, Barnes, un agent et un scientifique sont présents pour se défendre. Lors de la première vague, le scientifique est tué et Barnes a une mauvaise blessure. En attendant les renforts, Barnes essaie de raisonner Gordon qui devient de plus en plus violent et meurtrier, connaissant la tentation de tuer au mépris de la loi et de l'ordre. Finalement, the Lady envoie Eduardo Flamingo, un tueur cannibale. Gordon manque de l’abattre avant de renoncer. Pendant son transfert en prison, Flamingo tue un agent en la mordant à la gorge. Theo est furieux car son plan était prêt pour prendre le contrôle de Gotham.

Le Pingouin se réveille dans l’appartement de Nygma, qui est galvanisé à l'idée d'avoir le gangster devant lui pour prendre la voie du crime. Mais Cobblepot est encore bouleversé par la mort de sa mère et songe à quitter cette vie et se rendre. Finalement, à mesure que Nygma lui fait prendre conscience que la mort de sa mère l’a libéré de toute emprise, Cobblepot redevient l'homme cruel qu'il était.

- Le vilain Eduardo Flamingo a été créé en 2007 par Grant Morrison et Andy Kubert[50].

#### Épisode 10:Le Fils de Gotham
- États-Unis /  Canada : 23 novembre 2015 sur FOX / CTV
- France : 4 mai 2016 sur TMC
- Québec : 1er novembre 2016 sur MusiquePlus
- Belgique : 4 décembre 2016 sur La Deux

- États-Unis : 4 millions de téléspectateurs[51] (première diffusion)
- Canada : 1,672 million de téléspectateurs[52] (première diffusion + différé 7 jours)
- France : 480 000 téléspectateurs[53](première diffusion)

- Richard Kind (Maire Aubrey James)
- Ellen Harvey (La juge)
- Natalie Alyn Lind (Silver St. Cloud)
- Ron Rifkin (Père Creel)
- Tommy Flanagan (Tommy Cran d'Arrêt)
- J. W. Cortes (Détective Alvarez)
- Alex Corrado (Gabe)

Le procès de Galavan est imminent mais Gordon sent que l'ancien maire est trop confiant. Barnes force Gordon à tourner la page en lui confiant une autre affaire : un voleur de sac à mains a été retrouvé égorgé sur les quais, selon la témoin après avoir été enlevé par un moine. Mais avec Bullock, il fait vite le lien avec Galavan et un ancien membre du temple de l'Ordre de Saint-Dumas, où se trouve maintenant un salon de massage chinois. Là, Gordon et Bullock découvrent deux avocats égorgés, et un des moines qui murmure une prophétie sur l’expiation de la ville après la mort de neuf victimes. Devant les indices, Barnes laisse faire et Gordon trouve un autre moine qui indique le dernier sacrifice : le « fils de Gotham ».

Bruce tente d'obtenir le nom de l'assassin de ses parents par Silver St. Cloud. Selina regarde Bruce convaincre la jeune fille qui obtient un nom de son oncle mais se fait enlever avec Bruce sur le chemin du retour, par un homme affirmant que l'enquête autour de la mort des Wayne dérange trop. Mais tout ceci n'était qu'un piège élaboré par Bruce et Selina pour la pousser à lui donner un nom : M. Malone. Silver est démasquée et Bruce la laisse à son sort. Cependant, Alfred a cherché le garçon et a dû affronter Tabitha qui l’a gravement blessé.

#### Épisode 11:Du sang sur les mains
- États-Unis /  Canada : 30 novembre 2015 sur FOX / CTV
- France : 11 mai 2016 sur TMC
- Québec : 8 novembre 2016 sur MusiquePlus
- Belgique : 10 décembre 2016 sur La Deux

- États-Unis : 4,51 millions de téléspectateurs[54] (première diffusion)
- Canada : 1,686 million de téléspectateurs[55] (première diffusion + différé 7 jours)
- France : 491 000 téléspectateurs[56](première diffusion)

- Nathan Darrow (Victor Fries)
- Natalie Alyn Lind (Silver St. Cloud)
- Tonya Pinkins (Ethel Peabody)
- Ron Rifkin (Père Creel)
- Alex Corrado (Gabe)

Alors que Galavan prépare le rituel de l'Ordre de Saint-Dumas, les forces se rassemblent : Alfred parvient à fuir Tabitha avant d'être capturé par la police, et Gordon a été récupéré par Cobblepot et Nygma qui préparent l'assaut sur la mairie avec quelques hommes du Pingouin. Barnes veut faire tomber Galavan de façon légale mais a dû se resoudre à dénoncer Gordon comme fugitif, aussi Nygma révèle l'emplacement de Gordon à quelques intéressés, permettant à Bullock et Alfred de rejoindre les assaillants, décidés à faire tomber le maire. Cependant, la marche à suivre fait débat : Gordon voudrait voir le maire jugé alors que Pingouin souhaiterait simplement le tuer. Leslie essaie d'arrêter Gordon, en lui révélant sa grossesse, mais quand il apprend que Bruce est sur le point d'être tué, il la laisse partir.

- Dernier épisode avant la pause hivernale.
- Première apparition du célèbre super vilain Mister Freeze. Ce personnage a été créé par Bob Kane, Dave Wood et Sheldon Moldoff en 1959[57].
- Première mort de Theo Galavan.

### Deuxième partie:Wrath of the Villains(«La Colère des méchants»)

#### Épisode 12:Sueurs froides
- États-Unis /  Canada : 29 février 2016 sur FOX[58] / CTV
- France : 11 mai 2016 sur TMC
- Québec : 15 novembre 2016 sur MusiquePlus
- Belgique : 11 décembre 2016 sur La Deux

- États-Unis : 4,12 millions de téléspectateurs[59] (première diffusion)
- Canada : 1,607 million de téléspectateurs[60] (première diffusion + différé 7 jours)
- France : 500 000 téléspectateurs[61](première diffusion)

- Nathan Darrow (Victor Fries)
- Kristen Hager (Nora Fries)
- B.D. Wong (Hugo Strange)
- Tonya Pinkins (Ethel Peabody)
- John Pirkis (Nigel)
- Danny Hoch (en) (Peter, pharmacien)
- J. W. Cortes (le lieutenant Alvarez)

- Première de la saison printanière.
- Première apparition d'Hugo Strange. Ce personnage a été créé par Bob Kane, et Bill Finger en 1940.

#### Épisode 13:D'amour et de glace
- États-Unis /  Canada : 7 mars 2016 sur FOX / CTV
- France : 18 mai 2016 sur TMC
- Québec : 22 novembre 2016 sur MusiquePlus
- Belgique : 17 décembre 2016 sur La Deux

- États-Unis : 4,54 millions de téléspectateurs[62] (première diffusion)
- Canada : 1,431 million de téléspectateurs[63] (première diffusion + différé 7 jours)
- France : 470 000 téléspectateurs[64](première diffusion)

- Nathan Darrow (Victor Fries)
- Kristen Hager (Nora Fries)
- B.D. Wong (Hugo Strange)
- Ian Quinlan (Carl Pinkney)
- Tonya Pinkins (Ethel Peabody)

#### Épisode 14:Tuer le tueur
- États-Unis /  Canada : 14 mars 2016 sur FOX / CTV
- France : 18 mai 2016 sur TMC
- Québec : 29 novembre 2016 sur MusiquePlus
- Belgique : 18 décembre 2016 sur La Deux

- États-Unis : 4,01 millions de téléspectateurs[65] (première diffusion)
- Canada : 1,366 million de téléspectateurs[66] (première diffusion + différé 7 jours)
- France : 480 000 téléspectateurs[67](première diffusion)

- Michael Bowen (Patrick « Matches » Malone)
- Stink Fisher (Aaron Helzinger)
- Jamar Greene (Terrence « Cupcake » Shaw)
- Carol Kane (Gertrud Kapelput)
- Lori Petty (Jeri)
- Tonya Pinkins (Ethel Peabody)
- Ian Quinlan (Carl Pinkney)
- B.D. Wong (Hugo Strange)

#### Épisode 15:On ne choisit pas sa famille
- États-Unis /  Canada : 21 mars 2016 sur FOX / CTV
- France : 25 mai 2016 sur TMC
- Québec : 6 décembre 2016 sur MusiquePlus
- Belgique : 1er janvier 2017 sur La Deux

- États-Unis : 3,89 millions de téléspectateurs[68] (première diffusion)
- Canada : 1,223 million de téléspectateurs[69] (première diffusion + différé 7 jours)
- France : 534 000 téléspectateurs (première diffusion)

- Melinda Clarke (Grace Van Dahl)
- Clare Foley (Ivy Pepper)
- Justin Mark (Charles Van Dahl)
- Paul Reubens (Elijah Van Dahl)
- Kaley Ronayne (Sasha Van Dahl)
- Paul Pilcz (Sonny Gilzean)
- Marcel Simoneau (Homme de main de Gilzean)
- Doris McCarthy  (Directrice du musée)

Nygma a commencé son plan pour faire tomber Gordon : après un cambriolage dans un musée, il laisse au policier une énigme indiquant un attentat à la bombe dans la gare. Au même moment, l'inspecteur apprend que l'enquête sur la mort de Galavan est rouverte à la suite d'un témoignage anonyme. Mais tout ceci n'est qu'une diversion pour permettre à Edward de récupérer les preuves qui lui permettront d'incriminer Gordon pour le meurtre d'un officier de police. Sans moyen de se défendre, il se laisse enfermer à Blackgate et demande à Leslie de l'oublier. Bullock reste sur l’affaire afin de réhabiliter son ami.

Cobblepot est libéré mais se retrouve seul : Gilzean et Tabitha Galavan estiment qu'il n'est plus une menace et Nygma est trop occupé avec sa machination. Oswald fait la rencontre inespérée d'Elijah Van Dahl, qui réalise en discutant avec lui qu'il est son père biologique. Elijah décide de le recueillir et de le présenter à sa riche famille.

#### Épisode 16:Entre quatre murs
- États-Unis /  Canada : 28 mars 2016 sur FOX / CTV
- France : 25 mai 2016 sur TMC
- Québec : 13 décembre 2016 sur MusiquePlus
- Belgique : 8 janvier 2017 sur La Deux

- États-Unis : 3,82 millions de téléspectateurs[70] (première diffusion)
- Canada : 1,222 million de téléspectateurs[71] (première diffusion + différé 7 jours)
- France : 551 000 téléspectateurs[72](première diffusion)

- Paul Reubens (Elijah Van Dahl)
- John Doman (Carmine Falcone)
- Ned Bellamy (Carlson Grey, directeur de la prison)
- Melinda Clarke (Grace Van Dahl)
- Justin Mark (Charles Van Dahl)
- Peter Mark Kendall (Puck Davies)
- Mark Damon Johnson (Gardien Wilson Bishop)
- Christian Frazier (Henry Weaver)
- Kaley Ronayne (Sasha Van Dahl)

Gordon qui était dans une aile sécurisée de la prison est dorénavant avec les prisonniers de droit commun et se retrouve avec les criminels qu'il avait fait arrêter. Carlson Grey, le directeur qui est aussi un ami du commissaire Loeb, le menace et le prévient qu'il n'y a que deux façons de sortir : de finir sa peine ou de finir dans un sac. James reçoit la visite de Bullock qui l'informe sur l'état de Leslie : elle a perdu le bébé et a déménagé dans le sud sans laisser d'adresse . Pendant ce temps, Oswald continue de partager la vie de son père et de sa belle famille. Grace, sa belle-mère complote pour faire partir Oswald en vain car ce dernier avoue à son père son passé de criminel. À la prison, Weaver, un ancien du gang de la cagoule rouge, a décidé d'avoir la peau du policier. Après avoir organisé son tabassage avec l'accord du directeur, c'est un jeune détenu, Puck Davies qui se retrouve entre deux feux. Il est sévèrement blessé et ramené à l'infirmerie.

- On retrouve l'un des comparses de la bande apparaissant dans l'épisode 8 de la saison 1 : L'Homme au masque.
- Paul Reubens, l'acteur qui joue le rôle du père du Pingouin a joué le même rôle dans Batman : Le Défi.

#### Épisode 17:Amis ou ennemis
- États-Unis /  Canada : 11 avril 2016 sur FOX / CTV
- France : 1er juin 2016 sur TMC
- Québec : 3 janvier 2017 sur MusiquePlus

- États-Unis : 3,71 millions de téléspectateurs[73] (première diffusion)
- Canada : 1,215 million de téléspectateurs[74] (première diffusion + différé 7 jours)
- France : 480 000 téléspectateurs[75](première diffusion)

- B.D. Wong (Hugo Strange)
- Tonya Pinkins (Ethel Peabody)
- Melinda Clarke (Grace Van Dahl)
- Justin Mark (Charles Van Dahl)
- Kaley Ronayne (Sasha Van Dahl)

Afin de se disculper, Gordon demande à Bullock de l’aider à récupérer l'enregistrement de l'appel anonyme qui l’a dénoncé. La voix étant déformée, il pense obtenir l’aide de Nygma pour l'analyser, mais en vient à comprendre que c'est le technicien qui l'a piégé. Edward tente de le tuer et de l’enterrer là où il a caché le corps de miss Kringle, mais Gordon parvient à fuir, blessé. Il trouve refuge par hasard dans l'abri de Bruce et Selina. Soigné par Alfred, le policier piège à son tour Nygma en le poussant à retourner déterrer le corps de la secrétaire. Le criminel est arrêté, Gordon réhabilité. Ne se sentant capable de revenir au sein du GCPD, il préfère retrouver seul le commanditaire du meurtre des Wayne. De retour chez lui, une invitée inattendue frappe à sa porte : Barbara, tout juste libérée d'Arkham par le Dr Strange.

#### Épisode 18:Promesses tenues
- États-Unis /  Canada : 18 avril 2016 sur FOX / CTV
- France : 1er juin 2016 sur TMC
- Québec : 10 janvier 2017 sur MusiquePlus
- Belgique : 14 janvier 2017 sur La Deux

- États-Unis : 3,72 millions de téléspectateurs[76] (première diffusion)
- Canada : 1,332 million de téléspectateurs[77] (première diffusion + différé 7 jours)
- France : 480 000 téléspectateurs[75](première diffusion)

- Nathan Darrow (Victor Fries / Mr. Freeze)
- Tonya Pinkins (Ethel Peabody)
- B.D. Wong (Hugo Strange)
- Julia Taylor Ross (Karen Jennings)
- Michelle Gomez (La Dame)

- Cet épisode marque le retour de Theo Galavan.

#### Épisode 19:Azraël
- États-Unis /  Canada : 2 mai 2016 sur FOX / CTV
- France : 8 juin 2016 sur TMC
- Québec : 17 janvier 2017 sur MusiquePlus
- Belgique : 15 janvier 2017 sur La Deux

- États-Unis : 3,59 millions de téléspectateurs[78] (première diffusion)
- Canada : 1,191 million de téléspectateurs[79] (première diffusion + différé 7 jours)
- France : 480 000 téléspectateurs[80](première diffusion)

- B.D. Wong (Hugo Strange)
- Tonya Pinkins (Ethel Peabody)
- Stink Fisher (Aaron Helzinger)
- Tommy Buck (Rudy)
- Molly Camp (Sharon)
- Ambrose Martos (Norton)

- Les scénaristes ont librement adapté le personnage d'Azrael, qui dans la bande dessinée a comme alter égo Jean-Paul Valley. Il a été créé par Dennis O'Neil et Joe Quesada en 1992[81].

#### Épisode 20:L'union fait la force
- États-Unis /  Canada : 9 mai 2016 sur FOX / CTV
- France : 8 juin 2016 sur TMC
- Québec : 24 janvier 2017 sur MusiquePlus

- États-Unis : 3,67 millions de téléspectateurs[82] (première diffusion)
- Canada : 1,231 million de téléspectateurs[83] (première diffusion + différé 7 jours)
- France : 470 000 téléspectateurs[84](première diffusion)

- B.D. Wong (Hugo Strange)
- Tonya Pinkins (Ethel Peabody)
- Michelle Veintimilla (Bridgit Pike / Firefly)
- J. W. Cortes (Détective Alvarez)

- Cet épisode marque la seconde mort et définitive de Theo Galavan interprété par James Frain.

#### Épisode 21:Les Soldats du professeurStrange
- États-Unis /  Canada : 16 mai 2016 sur FOX / CTV
- France : 8 juin 2016 sur TMC
- Québec : 31 janvier 2017 sur MusiquePlus

- États-Unis : 3,84 millions de téléspectateurs[85] (première diffusion)
- Canada : 1,338 million de téléspectateurs[86] (première diffusion + différé 7 jours)

- Kit Flanagan (La femme aux cheveux blancs)
- Clare Foley (Ivy Pepper)
- B.D. Wong (Hugo Strange)
- Tonya Pinkins (Ethel Peabody)
- Michelle Veintimilla (Bridgit Pike / Firefly)
- Brian McManamon (Basil)
- Jada Pinkett Smith (Fish Mooney)
- Radu Spinghel (Homme à la peau écailleuse)

- Cet épisode marque la première apparition de La femme aux cheveux blancs interprétée par Kit Flanagan. Dans la Saison 3, son identité sera révélée comme étant Kathryn Monroe.
- Cet épisode marque le retour de Fish Mooney révélant son sort : après avoir été tuée par le Pingouin dans le final de la saison 1, son corps a été trouvé par Hugo Strange et emmené à Indian Hill pour être ressuscitée.

#### Épisode 22:Métamorphoses
- États-Unis /  Canada : 23 mai 2016 sur FOX / CTV
- France : 8 juin 2016 sur TMC
- Québec : 7 février 2017 sur MusiquePlus

- États-Unis : 3,62 millions de téléspectateurs[87] (première diffusion)
- Canada : 1,294 million de téléspectateurs[88] (première diffusion + différé 7 jours)

- Jada Pinkett Smith (Fish Mooney)
- Kit Flanagan (La femme aux cheveux blancs)
- Nathan Darrow (Victor Fries / Mr. Freeze)
- B.D. Wong (Hugo Strange)
- Tonya Pinkins (Ethel Peabody)
- Michelle Veintimilla (Bridgit Pike / Firefly)
- Brian McManamon (Basil)
- Radu Spinghel (Homme à la peau écailleuse)

- Cet épisode marque la première apparition du Sujet 514A, le double de Bruce Wayne également interprété par David Mazouz.